# Prêmio Gödel
O Prêmio Gödel é um prêmio por artigos de destaque em teoria da ciência da computação, homenageando Kurt Gödel e concedido conjuntamente pela Associação Europeia de Ciência Computacional Teórica (EATCS) e pela ACM SIGACT.
O prêmio é concedido anualmente desde 1993. Seu valor monetário é de 5 mil dólares. O prêmio é concedido durante o "Simpósio sobre Teoria da Computação" ou durante o "Colóquio Internacional sobre Autômatos, Linguagem e Programação". Para ser elegível ao prêmio, um artigo deve ter sido publicado em uma revista especializada com revisores nos 14 anos precedentes. Anteriormente o tempo era de 7 anos.

## Laureados
| Ano                | Laureado | Notas                                                                                         | Ano de publicação |
| ------------------ | --- | --------------------------------------------------------------------------------------------- | ----------------- |
| 1993               | László Babai, Shafrira Goldwasser, Silvio Micali, Shlomo Moran e Charles Rackoff                                                     | pelo desenvolvimento de sistemas de prova interativa                                          | 1988, 1989        |
| 1994               | Johan Håstad | por uma demonstração sobre as dimensões dos circuitos boolianos.                              | 1989              |
| 1995               | Neil Immerman e Róbert Szelepcsényi                                                                                                  | pelo Teorema de Immerman–Szelepcsényi, referente à complexidade não determinística do espaço. | 1988, 1988        |
| 1996               | Mark Jerrum e Alistair Sinclair | por um trabalho sobre as cadeias de Markov e sobre a aproximação do permanente de uma matriz. | 1989, 1989        |
| 1997               | Joseph Halpern e Yoram Moses | por definir uma noção formal de "conhecimento" em ambientes distribuídos.                     | 1990              |
| 1998               | Seinosuke Toda |                                                                                               | 1991              |
| 1999               | Peter Shor |                                                                                               | 1997              |
| 2000               | Moshe Y. Vardi e Pierre Wolper |                                                                                               | 1994              |
| 2001               | Sanjeev Arora, Uriel Feige, Shafi Goldwasser, Carsten Lund, László Lovász, Rajeev Motwani, Shmuel Safra, Madhu Sudan e Mario Szegedy |                                                                                               | 1996, 1998, 1998  |
| Géraud Sénizergues | |                                                                                               | 2001              |
| 2003               | Yoav Freund e Robert Schapire |                                                                                               | 1997              |
| 2004               | Maurice Herlihy, Michael Saks, Nir Shavit e Fotios Zaharoglou                                                                        |                                                                                               | 1999, 2000        |
| 2005               | Noga Alon, Yossi Matias e Mario Szegedy                                                                                              |                                                                                               | 1999              |
| 2006               | Manindra Agrawal, Neeraj Kayal, Nitin Saxena                                                                                         |                                                                                               | 2004              |
| 2007               | Alexander Razborov, Steven Rudich |                                                                                               | 1997              |
| 2008               | Daniel Spielman, Shanghua Teng |                                                                                               | 2004              |
| 2009               | Omer Reingold, Salil Vadhan, Avi Wigderson                                                                                           |                                                                                               | 2002, 2008        |
| 2010               | Sanjeev Arora, Joseph Shannon Baird Mitchell                                                                                         |                                                                                               | 1998, 1999        |
| 2011               | Johan Håstad |                                                                                               | 2001              |
| 2012               | Elias Koutsoupias, Christos Papadimitriou, Noam Nisan, Amir Ronen, Tim Roughgarden e Éva Tardos                                      |                                                                                               | 2009, 2002, 2001  |
| 2013               | Dan Boneh, Matthew K. Franklin e Antoine Joux                                                                                        |                                                                                               | 2003, 2004        |
| 2014               | Ronald Fagin, Amnon Lotem e Moni Naor                                                                                                |                                                                                               | 2003,             |
| 2015               | Daniel Spielman, Shanghua Teng |                                                                                               | 2011 2013 2014    |
| 2016               | Stephen Brookes e Peter O'Hearn |                                                                                               | 2007, 2007        |
| 2017               | Cynthia Dwork, Frank McSherry, Kobbi Nissim e Adam D. Smith                                                                          |                                                                                               | 2006              |
| 2018               | Oded Regev |                                                                                               | 2009              |
| 2019               | Irit Dinur |                                                                                               | 2007              |